# Finerenone
Il finerenone (INN, USAN) (codice di sviluppo BAY-94-8862) è un anti-mineralcorticoide non steroideo che è negli studi clinici di fase III per il trattamento dell'insufficienza cardiaca cronica a partire da ottobre 2015. Ha meno affinità relativa rispetto ad altri recettori degli ormoni steroidi. Attualmente disponibili antimineralcorticoidi come eplerenone e spironolattone, che dovrebbero portare a meno effetti negativi come la ginecomastia, l'impotenza e diminuzione del desiderio sessuale.

## Farmacologia
Il finerenone blocca i recettori di mineralcorticoidi, il che lo rende un diuretico risparmiatore di potassio.
Questa tabella confronta le concentrazioni inibitorie (bloccanti) (IC50, unità: nM) di tre antimineralcorticoidi. L'inibizione del recettore del mineralogorticoide è responsabile dell'azione desiderata dei farmaci, mentre l'inibizione degli altri recettori potenzialmente porta ad effetti collaterali. Valori inferiori significano una maggiore inibizione.
|                             | Spironolactone | Eplerenone | Finerenone |
| --------------------------- | -------------- | ---------- | ---------- |
| Recettore mineralcorticoide | 24             | 990        | 18         |
| Recettore Glucocorticoide   | 2400           | 22,000     | >10,000    |
| Recettore androgeno         | 77             | 21,200     | >10,000    |
| Recettore Progesterone      | 740            | 31,200     | >10,000    |

I farmaci sopra elencati hanno una affinità insignificante per il recettore dell'estrogeno.

## Chimica
A differenza dei anti-mineralogorticoidi attualmente commercializzati, il finerenone non è uno steroide, ma un derivato di diidropiridina.

## Ricerca
Il farmaco viene anche studiato nelle prime fasi degli studi per il trattamento della nefropatia diabetica.